# Renault Type B
 (août 2024).
Si vous disposez d'ouvrages ou d'articles de référence ou si vous connaissez des sites web de qualité traitant du thème abordé ici, merci de compléter l'article en donnant les références utiles à sa vérifiabilité et en les liant à la section « Notes et références ».
La Renault Type B est le deuxième modèle historique d'automobile de la marque Renault, conçue en 1899 et produite en 1900 par Louis Renault.
Elle est par ailleurs la première automobile au monde en « conduite fermée » (terme de Louis Renault), c'est-à-dire munie d'un toit rigide de type fiacre, qui est le travail d’une collaboration avec le carrossier Jean Henri-Labourdette.
Elle dérive de la Renault Type A, son moteur De Dion-Bouton monocylindre ayant vu la cylindrée passer de 270 cm3 à 450 cm3 par rapport à la Type A et sa suspension améliorée. Les fiacres de l’époque étaient tirés par un ou deux chevaux. La Type B de 2,75 ch était donc virtuellement plus puissante que la concurrence hippomobile.
Le véhicule peut atteindre 45 km/h.
Il semblerait que la Renault Type B n’ait jamais été commercialisée. Les seules traces sont de rares photos d’époque qui attestent que le modèle a bien existé. L’exemplaire de Type B conservé dans la collection Renault est une reconstruction fidèle à partir de ces photos d’archives.
Une autre voiture fermée apparaît en 1900, la Renault Type C fermée. En 1905, Henry M. Leland produit à son tour une Cadillac fermée, nommée Osceolea.

Renault Type B
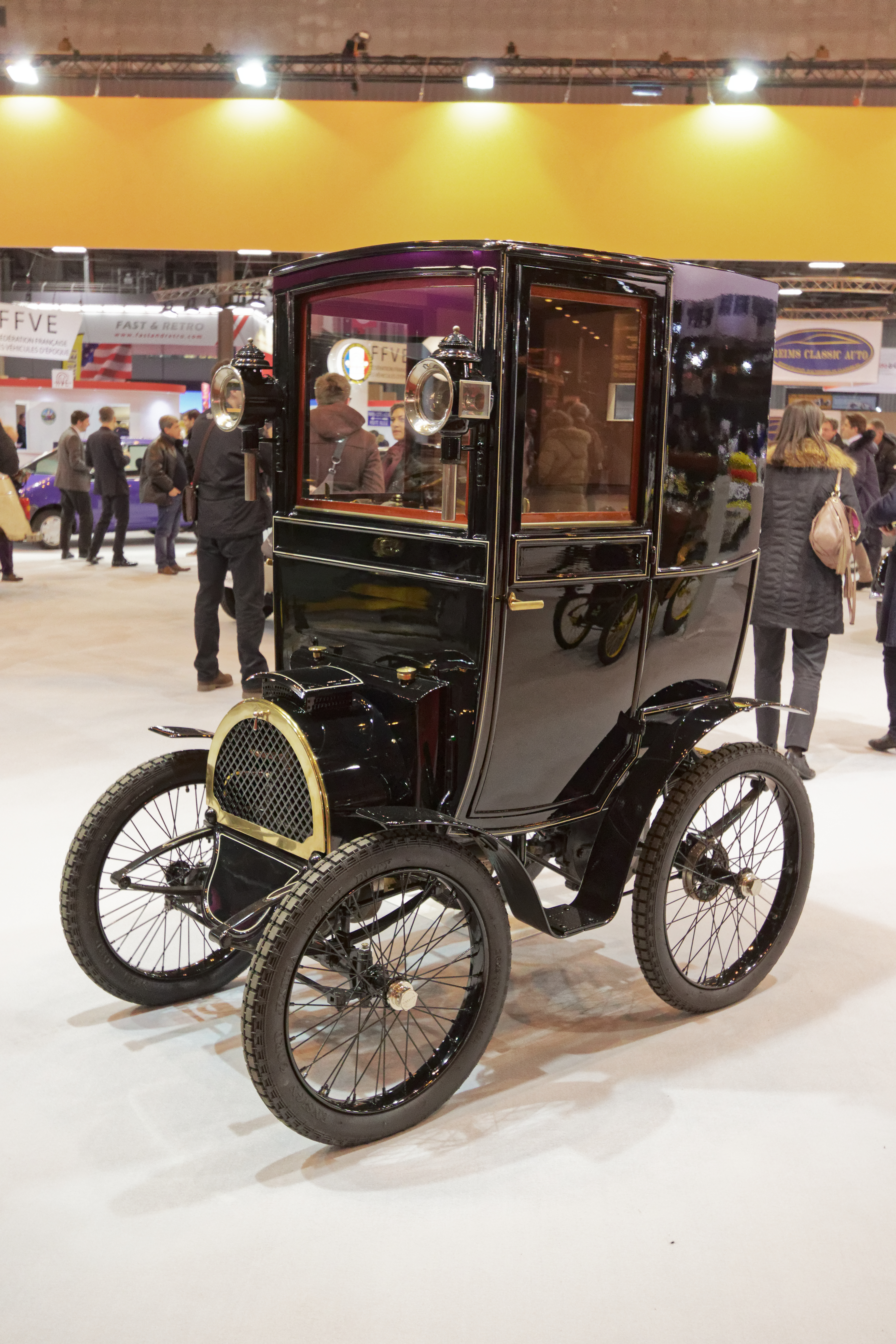
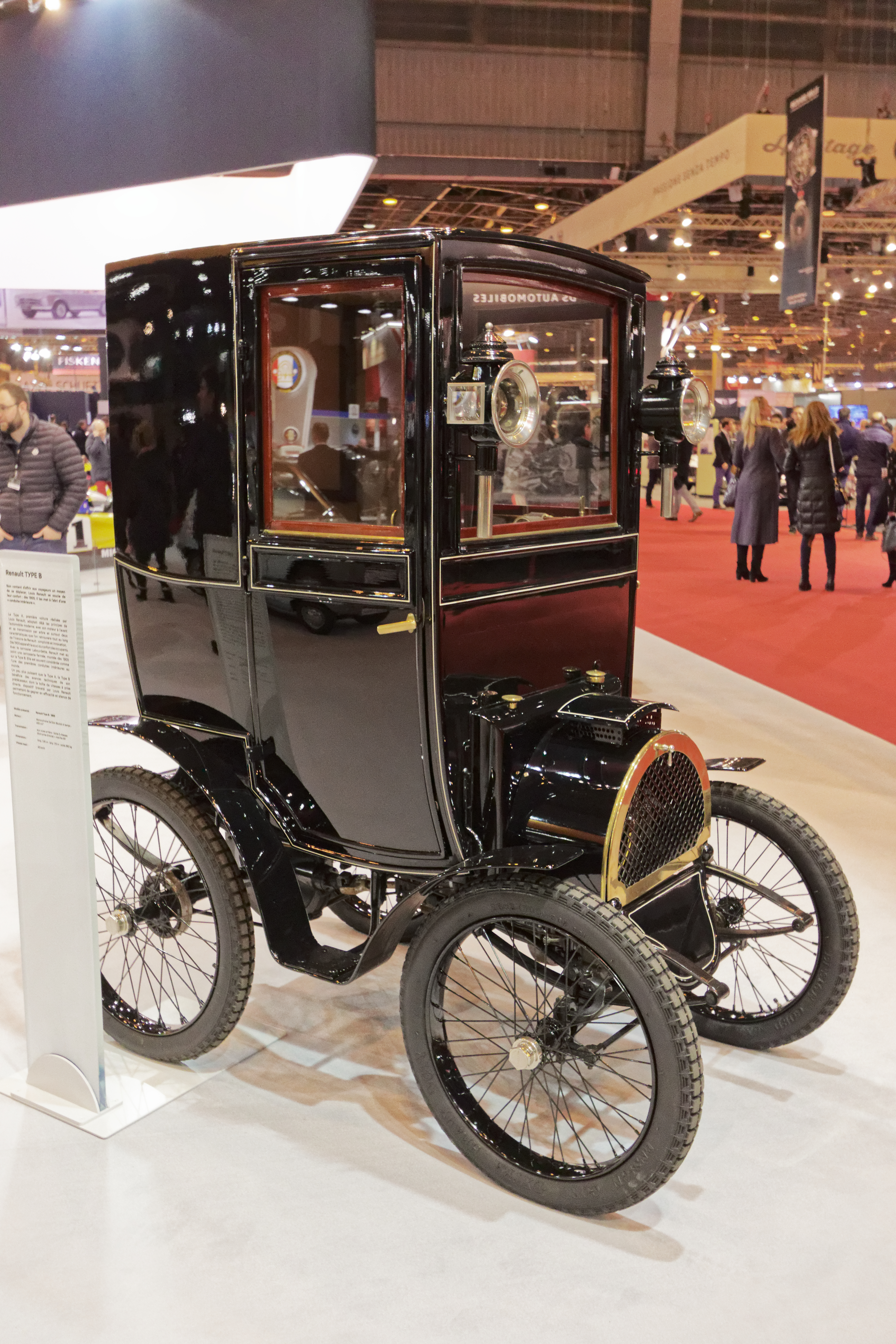
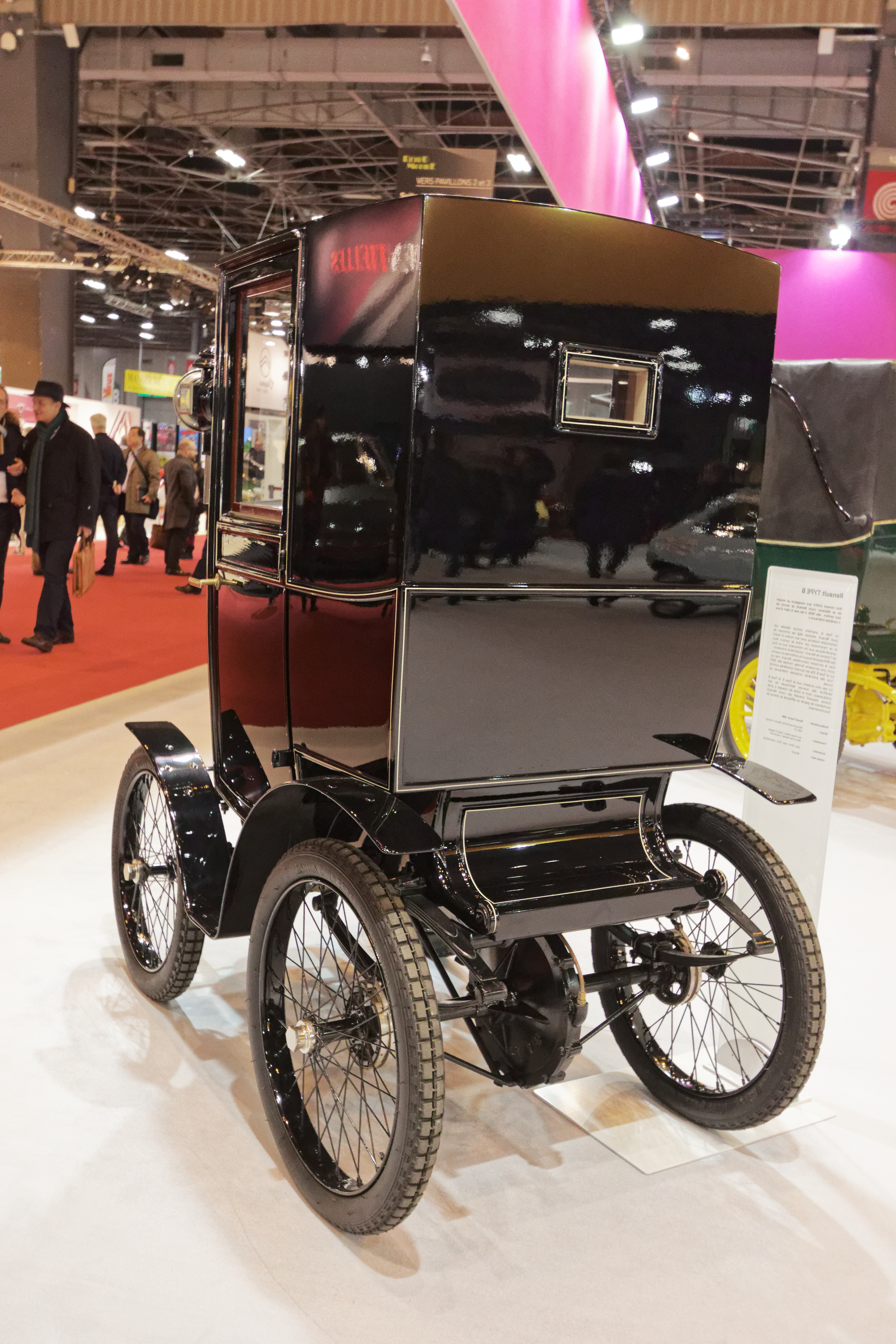